# Kapuanska Venera
Venera iz Kapue je skulptura napravljena za vrijeme Hadrijanova carstva (117. do 138. godine). Pretpostavlja se da su Venere iz Mila i Capua kopije izvorne izgubljene Afrodite, pripisane Lizipu, jednom od velikih kipara klasične Grčke. 
Stojeći na desnoj nozi, s lijevim stopalom oslonjenim na kacigu, grčka božica Afrodita (prema rimskoj mitologiji Venera) predstavljena je polugola. Himation ili plašt bogate draperije prekriva donji dio tijela, oslonjen na koljeno blago savijene lijeve noge, te ističe blagi zaokret poprsja. Kosa je podijeljena na čelu i skupljena na potiljku, što krasi traka za glavu čiji je rub možda bio ukrašen niskom bisera. Na licu, ovalnog oblika, nalaze se bademaste oči i dobro iscrtane usne. Gornji dio tijela i glava Afrodite blago su okrenuti ulijevo, dok se ruke uzdižu držeći, gotovo sigurno, štit boga ratnika Aresa, gdje se božica promatra kao u zrcalu. U ovoj slici harmonijska kompozicija kontraposta prilagođava se ženskom tijelu.

## Umjetnički kontekst
Predstavljeni mit bio je predmetom različitih tumačenja kroz povijest. Predloženo je da je ova figura povezana s rimskim mitom o pobjedi Venere nad Marsom, alegorijom o pobjedi ljubavi nad ratom. Ta se ikonografija odražava u svjedočanstvima iz istog razdoblja, kako književnim (Argonautika, Apolonija s Rodosa), tako i slikovnim. Brojni su ikonografski prikazi prisutni na pompejanskim slikama. Ovo čitanje također se može povezati sa štovanjem Venere Vincitrix u Capui, nakon što ju je Julije Cezar pretvorio u veteransku koloniju, 59. godine naše ere, i izabrao je za božanstvo zaštitnice grada.
Ova verzija Afrodite pronađena je 1750. godine u amfiteatru u Capui, gdje je bila dio arhitektonskog ukrasa. Godine 1820. restaurirana je draperija, ruke i nos. Izrađen u mramoru, komad je datiran u hadrijansko razdoblje i potječe iz grčkog originala u bronci s kraja 4. stoljeća pr. 
Stalno je izložena u Napuljskom arheološkom muzeju.
Također je privremeno bila izložena u Museo Nacional de Bellas Artes u Buenos Airesu od 15. studenog 2018. do 17. veljače 2019. u sklopu kulturnih odnosa i razmjene između talijanske i argentinske države, koja se odvijala u kontekstu summita G-20 koji je bio domaćin od strane argentinske vlade u gradu Buenos Airesu,

## Vanjske poveznice
|  | Zajednički poslužitelj ima još gradiva o temi Kapuanska Venera |

- Kapuanska Venera i riznice antičke Kapue